# Улагчи
Улагчи́ (Улакчи; ум. 1257) — четвёртый хан Улуса Джучи (1256—1257), сын Сартака (по другим источникам — сын Бату). Улагчи был утверждён наследником Сартака по велению каана Мунке, но до наступления совершеннолетия обязанности правительницы должна была исполнять Боракчин-хатун, вдова Бату.

## Биография
Известен в русских летописях как «Улавчий». После вступления Улагчи на престол некоторые русские князья, в частности, Борис Василькович Ростовский, отправились в Орду «чтить» нового правителя, а Александр Ярославич лишь отправил дары. При этом он, воспользовавшись сменой правителя, видимо, смог договориться о прощении своего брата Андрея, вынужденного в 1252 году после поражения от Неврюевой рати бежать в Швецию, а теперь вернувшегося на Родину. В 1257 г. Александр направился в Орду вместе с Андреем, где последний получил полное прощение. В тот же год Улагчи умер, вероятно, не без помощи Берке, захватившего власть в улусе.